# 小柴昌俊
小柴昌俊（日语：／ Koshiba Masatoshi ?，1926年9月19日—2020年11月12日），日本物理学家，日本学士院会员。曾任东京大学国际基本粒子物理中心（ICEPP）高级顾问，東京大學最初4名特別榮譽教授之一。勳一等旭日大綬章、文化勳章表彰。
1987年，小柴教授在超级神冈探测器完成人類史上首次的微中子發生觀測。2002年，小柴與戶塚洋二、梶田隆章三人同獲潘諾夫斯基實驗粒子物理學獎。同年因其“在天体物理学领域做出的先驱性贡献，其中包括在探测宇宙微中子和发现宇宙X射线源方面的成就”而获得诺贝尔物理学奖。
小柴教授是首位「雙博士」頭銜的日本人諾貝爾獎得主，此外亦是日本人第2位諾貝爾獎暨沃爾夫獎雙料得主。他的老師朝永振一郎、門生梶田隆章也都是諾貝爾物理學獎得主。

## 主要成就
小柴昌俊教授對中微子物理實驗研究和天體物理做出了傑出貢獻。他所領導的日本神岡實驗室（超级神冈探测器）的研究工作獨立地證實了由雷蒙德·戴維斯首先發現的太陽電子中微子與理論預言的差值，並在1987年第一次截獲由超新星（SN1987A）爆炸所釋放的中微子，打開了天體物理中極為重要的中微子窗口。

## 生平
1926年9月19日，小柴昌俊出生於日本爱知县丰桥市，是旧日本帝国陆军大佐小柴俊男之子。幼時曾夢想當軍人或音樂家，但在12歲忽然罹患小兒麻痺症，其後遺症造成右臂殘疾，致使夢想破滅。然而，就在他住院期間，導師送了他一本愛因斯坦的書，卻使他從此走上了物理研究的道路。
小柴在1951年毕业於东京大学理学部物理学专业，1955年取得美國纽约罗彻斯特大学的物理学博士学位，1967年取得东京大学理學博士學位，師從1965年諾貝爾物理學獎得主朝永振一郎。1955年7月至1958年2月間，小柴擔任芝加哥大學物理系研究助理。其後至1963年10月間擔任東京大學助理教授，幾經升遷，於1987年升為榮譽教授，並代理芝加哥大學物理系高能物理與宇宙輻射實驗室主任。其後十年在日本私立東海大學任教。2002年10月，小柴與雷蒙德·戴維斯、里卡爾多·賈科尼分享諾貝爾物理學獎。東京大學理學系研究科於2005年設置「小柴廳」以紀念他的貢獻。
小柴屢獲殊榮的工作集中在微中子，這是長期使科學家感到困惑的亞原子粒子。 自1920年代以來的假說是因為核聚變反應使太陽發光，從而將氫轉化成氦並釋放能量。後來的理論計算表明，在這些反應必須釋放無數的微中子，因此，地球必須暴露在不間斷的太陽微中子之中。因為微中子與物質的相互作用很弱，所以只有一萬億分之一的微中子會停留在地球上。也因此，中性粒子被認為是無法檢測的存在。
在1980年代，小柴基於雷蒙德·戴維斯的研究基礎，在日本的一個鋅礦中建造了一個地下微中子探測器，它被稱為神冈探测器（Kamiokande II）。這是一個巨大的水箱，被電子探測器所包圍，以感測當微中子與水分子中的原子核相互作用時產生的光的閃爍。小柴的實驗證實了戴維斯的理論 - 太陽產生微中子，但微中子比預期中的少（這被稱為太陽中微子問題）。1987年，神冈探测器又從銀河系以外的超新星爆炸中發現了微中子。在探測器升級更大、更敏感的超级神冈探测器（Super-Kamiokande）後，小柴團隊在全球科學家的懷疑中發現了有力證據，發現其中三種已知的微中子在飛行中可從一種類型轉變為另一種類型。如此，太陽中微子問題得到了解決，因為早期實驗只能檢測到一種類型，而不是全部三種。

## 門生與家族
小柴曾經說「在繼承我衣缽的弟子當中，有2人足以獲得諾貝爾獎」。一般認為他指的是戶塚洋二與梶田隆章。2015年梶田正式獲獎，並在諾貝爾講座（Nobel Lecture）中指名感謝小柴、戶塚的關鍵性貢獻。
2008年7月10日，戶塚洋二因大腸癌去世。小柴在《文藝春秋》2008年9月號撰文「弟子の弔辞を読む痛恨」追悼他，文章稱「若戶塚再多活18個月，必能獲得諾貝爾獎」。為紀念已故門生，小柴於2010年出資設立「折戶周治獎」與「戶塚洋二獎」，分別獎勵對於加速器與素粒子研究做出傑出貢獻的人。
小柴的恩師朝永振一郎是小柴夫婦的媒人。香川大學工學部教授小柴俊是小柴昌俊之子。

## 主要榮譽
- 1987年：仁科芳雄獎
- 1987年：朝日獎（小柴昌俊代表）
- 1997年：洪堡研究奖
- 1997年：日本文化勳章
- 1999年：朝日獎（戶塚洋二代表）
- 2000年：沃爾夫物理學獎

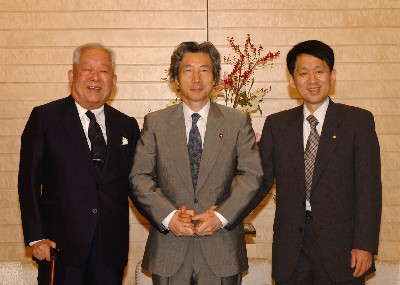
2002年10月11日，日本首相小泉純一郎（中央）在首相官邸接見田中耕一（右）與小柴昌俊（左）

- 2002年：潘諾夫斯基實驗粒子物理學獎（與戶塚洋二、梶田隆章）
- 2002年：诺贝尔物理学奖
- 2003年：勳一等旭日大綬章
- 2003年：富蘭克林獎章

其他榮譽包括：明治大學榮譽博士、東京都榮譽都民、杉並區榮譽區民、横須賀市榮譽市民、杉並區立桃井第五小學校榮譽校長。

## 軼事
小柴昌俊就讀舊制第一高等學校（現·東京大學教養學部）時成績極差。有一次他偶然在高校浴室（當時的高校為全住宿制）中聽到教師議論「小柴的成績實在太差，即使進入東大，也只能讀印度哲學」。小柴聞言大受刺激，遂要求室友朽津耕三（現·東京大學化學科名譽教授）擔任他的家庭老師，惡補物理。最終，小柴如願考入東大物理學科。大學時代，小柴的成績依舊很差，理論物理考試成績不佳。東大畢業後，憑藉朝永振一郎的推薦信，得以獲得傅爾布萊特獎學金到羅徹斯特大學留學。
小柴教授退休後的相當熱衷電子遊戲，曾自稱是「世界最高齡的電玩迷」。《最終幻想》是他最喜歡的遊戲。此外，他也是古典音樂的愛好者，尤其喜歡莫札特的作品。
小柴獲得諾貝爾物理學獎的隔天，島津製作所的工程師田中耕一即獲得諾貝爾化學獎，寫下歷來日本人獲獎的最短間隔（不到24小時）。與長年預期獲獎的小柴相比，默默無名的田中被視為「上班族的諾貝爾傳奇」，立即吸走了鎂光燈。事實上，小柴顯得不悅是因為「媒體採訪的水準太低」。

## 資料來源
1. ↑  師徒先後拿諾貝爾獎 神岡實驗室超神 （页面存档备份，存于），中央通訊社，2015年10月6日
2. ↑  .   [2015-12-10]. （原始内容存档于2016-03-21）.
3. ↑  台北駐日經濟文化代表處科技組 Science Division, TECRO in Japan Archive.today的存檔，存档日期2014-12-17
4. ↑  2002年10月9日、 朝日新聞朝刊
5. ↑  《週刊現代》2003年3月15日号

## 外部連結
- （英文）The Nobel Prize in Physics 2002 （页面存档备份，存于）
- （日語）東京大学理学部の小柴名誉教授ノーベル賞受賞記念ページ （页面存档备份，存于）
- （中文）小柴昌俊訪談記要 （页面存档备份，存于）